# 北京师范大学第三附属中学
北京师范大学第三附属中学，简称北师大三附中，前身为北京市第一二三中学，是中国北京市海淀区的一所中学，成立于1959年，并于2006年12月改为现名，专为北京师范大学教职员工子弟求学而设，目前现任校长为白计明。